# 硫代亚硝酰氯
硫代亚硝酰氯是一种无机化合物，化学式为N≡S−Cl。这种不稳定的化合物可以在硫代亚硝酰氟和氯气的反应中生成，或在硫代亚硝酰氯三聚体的真空热分解中得到。单体与三聚体可处于平衡中。
它可以作为配合物（如(PPh4)2[ReCl4(NS)(NSCl)]·CH2Cl2等）的配体。